# Volleybal op de Paralympische Zomerspelen 2016 (vrouwen)
Het volleybaltoernooi voor vrouwen tijdens de Paralympische Zomerspelen 2016 in Rio de Janeiro 
vond plaats in het Riocentro waar tevens het mannentoernooi werd georganiseerd. 
Het toernooi bestond uit een groepsfase en een eindronde. De acht deelnemende teams waren verdeeld in twee groepen van vier. Binnen elke groep werd een halve competitie gespeeld waarna de beste twee teams van elke groep doorgingen naar de halve finales. Vanaf daar werd via een knockoutsysteem gespeeld, met een troostfinale om de derde plaats te bepalen.

## Gekwalificeerden
| Toernooi                                          | Datum                | Locatie    | Plaatsen | Gekwalificeerd |
| ------------------------------------------------- | -------------------- | ---------- | -------- | -------------- |
| Gastland                                          | –                    | –          | 1        | Brazilië       |
| Wereldkampioenschappen 2014                       | 15 – 21 juni 2014    | Elbląg     | 2        | China Oekraïne |
| Aziatische kampioenschappen 2014                  | 18 – 24 oktober 2014 | Incheon    | 1        | Iran           |
| Europese Kampioenschappen vrouwen 2015            | 2 – 7 oktober 2015   | Podčetrtek | 1        | Oekraïne       |
| Parapan-Amerikaanse Spelen 2015                   | 7 – 15 augustus 2015 | Toronto    | 1        | Canada         |
| Afrikaanse Kampioenschappen 2015                  | 23 – 28 juli 2015    | Kigali     | 1        | Rwanda         |
| Paralympisch kwalificatietoernooi ParaVolley 2016 | 17 – 23 maart 2016   | Hangzhou   | 1        | Nederland      |
| Totaal                                            |                      |            | 8        |                |

### Selecties
| Brazilië Monique Burkland Heather Erickson Katie Holloway Kaleo Kanahele Nichole Millage Kari Miller Lora Webster Tia Edwards Nicky Nieves Michelle Schiffler Alexis Shifflett Bethany Zummo                              | Canada Chantal Beauchesne Angelena Dolezar Danielle Ellis Leanne Muldrew Jennifer Oakes Shacarra Orr Heidi Peters Tessa Popoff Felicia Voss-Shafiq Amber Skyrpan Jolan Wong Katelyn Wright                                                            | Iran Zahra Abdi Zahra Danayetous Mehri Fallahi Daryakenari Nasrin Farhadi Tayebeh Jafarivardanjani Sakineh Keshvari Samira Khaleghi Batoul Khalilzadeh Farsangi Eshrat Kordestani Zeinab Maleki Dizicheh Zahra Nejatiaref Masoumeh Zarei Barouti | Nederland Paula List Elvira Stinissen Karin van der Haar Djoke van Marum Jaaike Mare Brandsma Willemina Janke Ceelen Judith Jacobs Fleur van Dam Annelies van de Bilt Hong Zhao                      |
| | | | |
| Oekraïne Valentyna Brik Anzhelika Churkina Larysa Klochkova Olena Manankova Inna Osetynska Margaryta Pryvalykhina Ilona Yudina Tetyana Huranska Larysa Kriukova Oleksandra Podliesna Kateryna Pryshchepa Alina Samoilenko | Rwanda Claudine Bazubagira Yvonne Imanishimwe Carine Kwizera Liliane Mukobwankawe Claudine Murebwayire Alice Musabyemariya Zaninka Nikuze Beatha Nyinawabantu Sandrine Nyirambarushimana Solange Nyiraneza Agnes Nyiranshimiyimana Clementine Umutoni | China Li Ting Lyu Hongqin Jiang Jixiu Su Limei Gong Bin Wang Yanan Li Liping Zhang Xufei Xu Jie Zhang Lijun Sheng Yuhong Zhao Meiling | Verenigde Staten Monique Burkland Heather Erickson Katie Holloway Kaleo Kanahele Nichole Millage Kari Miller Lora Webster Tia Edwards Nicky Nieves Michelle Schiffler Alexis Shifflett Bethany Zummo |

## Groepsfase
| Legenda kleuren in de tabellen |
| ------------------------------ |
| Door naar de halve finales     |
| Spelen om de 5de plaats        |
| Spelen om de 7de plaats        |

### Groep A
Stand
| # | Ploeg     | Punten | Wedstrijden | Wedstrijden | Wedstrijden | Spelpunten | Spelpunten | Spelpunten | Sets | Sets | Sets   |
| # | Ploeg     | Punten | G           | W           | V           | W          | V          | Ratio      | W    | V    | Ratio  |
| - | --------- | ------ | ----------- | ----------- | ----------- | ---------- | ---------- | ---------- | ---- | ---- | ------ |
| 1 | Brazilië  | 3      | 3           | 0           | 6           | 9          | 0          | MAX        | 225  | 140  | 1.607  |
| 2 | Oekraïne  | 3      | 12          | 11          | 15          | 16         | 15         | 11.200     | 1237 | 1229 | 11.035 |
| 3 | Nederland | 3      | 1           | 2           | 4           | 5          | 7          | 0.714      | 250  | 265  | 0.943  |
| 4 | Canada    | 3      | 0           | 3           | 3           | 1          | 9          | 0.111      | 169  | 247  | 0.684  |

Wedstrijden
Alle tijden zijn lokale tijd (UTC −3:00).
| Datum      | Tijd  |           | Score |           | Set 1 | Set 2 | Set 3 | Set 4 | Set 5 |
| ---------- | ----- | --------- | ----- | --------- | ----- | ----- | ----- | ----- | ----- |
| 09-09-2016 | 18:30 | Brazilië  | 3 – 0 | Canada    | 25–7  | 25–12 | 25–14 |       |       |
| 09-09-2016 | 20:30 | Oekraïne  | 3 – 2 | Nederland | 21–25 | 22–25 | 25–13 | 26–24 | 15–12 |
| 11-09-2016 | 14:00 | Canada    | 1 – 3 | Nederland | 25–22 | 17–25 | 17–25 | 22–25 |       |
| 11-09-2016 | 20:30 | Brazilië  | 3 – 0 | Oekraïne  | 25–19 | 25–20 | 25–14 |       |       |
| 13-09-2016 | 10:00 | Nederland | 0 – 3 | Brazilië  | 18–25 | 15–25 | 21–25 |       |       |
| 13-09-2016 | 18:30 | Oekraïne  | 3 – 0 | Canada    | 25–20 | 25–19 | 25–16 |       |       |

### Groep B
Stand
| # | Ploeg            | Punten | Wedstrijden | Wedstrijden | Wedstrijden | Spelpunten | Spelpunten | Spelpunten | Sets | Sets | Sets  |
| # | Ploeg            | Punten | G           | W           | V           | W          | V          | Ratio      | W    | V    | Ratio |
| - | ---------------- | ------ | ----------- | ----------- | ----------- | ---------- | ---------- | ---------- | ---- | ---- | ----- |
| 1 | China            | 3      | 3           | 0           | 6           | 9          | 2          | 4.500      | 246  | 169  | 1.456 |
| 2 | Verenigde Staten | 3      | 2           | 1           | 5           | 8          | 3          | 2.667      | 256  | 156  | 1.641 |
| 3 | Iran             | 3      | 1           | 2           | 4           | 3          | 6          | 0.500      | 160  | 197  | 0.812 |
| 4 | Rwanda           | 3      | 0           | 3           | 3           | 0          | 9          | 0.000      | 85   | 225  | 0.378 |

Wedstrijden
Alle tijden zijn lokale tijd (UTC −3:00).
| Datum      | Tijd  |                  | Score |                  | Set 1 | Set 2 | Set 3 | Set 4 | Set 5 |
| ---------- | ----- | ---------------- | ----- | ---------------- | ----- | ----- | ----- | ----- | ----- |
| 10-09-2016 | 10:00 | China            | 3 – 0 | Rwanda           | 25–3  | 25–8  | 25–6  |       |       |
| 10-09-2016 | 14:00 | Verenigde Staten | 3 – 0 | Iran             | 25–17 | 25–13 | 25–9  |       |       |
| 12-09-2016 | 10:00 | Rwanda           | 0 – 3 | Iran             | 10–25 | 19–25 | 18–25 |       |       |
| 12-09-2016 | 18:30 | China            | 3 – 3 | Verenigde Staten | 25–17 | 14–25 | 14–25 | 28–26 | 15–13 |
| 14-09-2016 | 10:00 | Verenigde Staten | 0 – 3 | Rwanda           | 25–10 | 25–8  | 25–3  |       |       |
| 14-09-2016 | 14:00 | Iran             | 0 – 3 | China            | 16–25 | 19–25 | 11–25 |       |       |

## Knock-outfase
Alle tijden zijn lokale tijd (UTC −3:00).

### 7de plaats
| Datum      | Tijd  |        | Score |        | Set 1 | Set 2 | Set 3 | Set 4 | Set 5 |
| ---------- | ----- | ------ | ----- | ------ | ----- | ----- | ----- | ----- | ----- |
| 15-09-2016 | 13:30 | Canada | 3 – 0 | Rwanda | 25–21 | 25–15 | 25–20 |       |       |

### 5de plaats
| Datum      | Tijd  |           | Score |      | Set 1 | Set 2 | Set 3 | Set 4 | Set 5 |
| ---------- | ----- | --------- | ----- | ---- | ----- | ----- | ----- | ----- | ----- |
| 15-09-2016 | 15:30 | Nederland | 2 – 3 | Iran | 21–25 | 23–25 | 25–23 | 25–15 | 15–13 |

### Finales
|  | Halve finale     | Halve finale     | Halve finale | Halve finale | Halve finale | Halve finale | Halve finale     |                  |          | Finale       | Finale       | Finale       | Finale       | Finale       | Finale       | Finale       |
|  |                  |                  |              |              |              |              |                  |                  |          |              |              |              |              |              |              |              |
|  | Brazilië         | Brazilië         | 13           | 26           | 18           |              |                  |                  |          |              |              |              |              |              |              |              |
|  | Verenigde Staten | Verenigde Staten | 25           | 28           | 25           |              |                  |                  |          |              |              |              |              |              |              |              |
|  | Verenigde Staten | Verenigde Staten | 25           | 28           | 25           |              | Verenigde Staten | Verenigde Staten | 25       | 25           | 25           |              |              |              |              |              |
|  |                  |                  |              |              |              |              |                  | Verenigde Staten | 25       | 25           | 25           |              |              |              |              |              |
|  |                  | China            | China        | 12           | 12           | 18           |                  |                  |          |              |              |              |              |              |              |              |
|  | Oekraïne         | Oekraïne         | China        | 12           | 12           | 18           | 14               | 23               | 20       |              |              |              |              |              |              |              |
|  | Oekraïne         | Oekraïne         |              |              |              |              | 14               | 23               | 20       |              |              |              |              |              |              |              |
|  | China            | China            | 25           | 25           | 25           |              |                  |                  |          | Derde plaats | Derde plaats | Derde plaats | Derde plaats | Derde plaats | Derde plaats | Derde plaats |
|  |                  |                  |              |              |              |              |                  |                  | Brazilië | Brazilië     | 25           | 25           | 25           |              |              |              |
|  |                  |                  |              |              |              |              |                  |                  |          | Oekraïne     | Oekraïne     | 12           | 22           | 20           |              |              |

#### Halve finales
| Datum      | Tijd  |          | Score |                  | Set 1 | Set 2 | Set 3 | Set 4 | Set 5 |
| ---------- | ----- | -------- | ----- | ---------------- | ----- | ----- | ----- | ----- | ----- |
| 15-09-2016 | 18:30 | Oekraïne | 0 – 3 | China            | 14–25 | 23–25 | 20–25 |       |       |
| 15-09-2016 | 20:30 | Brazilië | 0 – 3 | Verenigde Staten | 3–25  | 26–28 | 18–25 |       |       |

#### Bronzen finale
| Datum      | Tijd  |          | Score |          | Set 1 | Set 2 | Set 3 | Set 4 | Set 5 |
| ---------- | ----- | -------- | ----- | -------- | ----- | ----- | ----- | ----- | ----- |
| 17-09-2016 | 16:30 | Brazilië | 3 – 0 | Oekraïne | 25–12 | 25–22 | 25–20 |       |       |

#### Finale
| Datum      | Tijd  |                  | Score |       | Set 1 | Set 2 | Set 3 | Set 4 | Set 5 |
| ---------- | ----- | ---------------- | ----- | ----- | ----- | ----- | ----- | ----- | ----- |
| 17-09-2016 | 19:00 | Verenigde Staten | 3 – 0 | China | 25–12 | 25–12 | 25–18 |       |       |

## Klassement
| rang   | land             |
| ------ | ---------------- |
| Goud   | Verenigde Staten |
| Zilver | China            |
| Brons  | Brazilië         |
| 4      | Oekraïne         |
| 5      | Iran             |
| 6      | Nederland        |
| 7      | Canada           |
| 8      | Rwanda           |

### Medaillewinnaars
| Goud | Zilver | Brons |
| --- | --- | --- |
| Verenigde Staten Monique Burkland Heather Erickson Katie Holloway Kaleo Kanahele Nichole Millage Kari Miller Lora Webster Tia Edwards Nicky Nieves Michelle Schiffler Alexis Shifflett Bethany Zummo | China Li Ting Lyu Hongqin Jiang Jixiu Su Limei Gong Bin Wang Yanan Li Liping Zhang Xufei Xu Jie Zhang Lijun Sheng Yuhong Zhao Meiling | Brazilië Paula Angeloti Herts Edwarda de Oliveira Dias Gizele Maria da Costa Dias Adria Jesus da Silva Pâmela Pereira Camila Maria de Castro Nathalie de Lima Silva Suellen Cristine Lima Jani Freitas Batista Janaína Petit Cunha Nurya de Almeida Silva Laiana Rodrigues Batista |